# مرسيدس بنز دبليو 210
مرسيدس بنز دبليو 210 (بالإنجليزية: Mercedes-Benz W210)‏ هي سيارة من صناعة مرسيدس بنز الألمانية أنتجت في 1995م.